# 知十インターチェンジ
知十インターチェンジ（ちじゅうインターチェンジ）は、熊本県上天草市松島町今泉知十にある熊本天草幹線道路（松島有料道路・松島有明道路）のインターチェンジ。
ハーフインターチェンジであるため、熊本・松島方面からの出口と熊本・松島方面への入り口しかない。
（天草市街方面への出入りは米の山ICを利用。）
また当ICより天草市街方面は無料となるが、このような構造のため実質無料で利用出来るのは、米の山IC - 上津浦ICのみである。

## 道路
- 熊本天草幹線道路（松島有料道路・松島有明道路）

## 接続する道路
- 国道324号

## 隣
熊本天草幹線道路（松島有料道路・松島有明道路）
合津IC -  知十IC（熊本方面への出入りのみ） - 米の山IC （天草市街方面への出入りのみ）

## 特記
- 以前は「知十 本渡」と表示されていたが、松島有明道路の開通により、「知十」のみの表示となった。
- 本案内表示の下には「姫戸・倉岳方面出口」と書かれた案内も設置されている。